# Platymantis vitiensis
Platymantis vitiensis är en groddjursart som först beskrevs av Girard 1853.  Platymantis vitiensis ingår i släktet Platymantis och familjen Ceratobatrachidae. IUCN kategoriserar arten globalt som nära hotad. Inga underarter finns listade i Catalogue of Life.